# Чижов, Валерий Николаевич
Вале́рий Никола́евич Чижо́в (14 апреля 1975, Москва) — российский футболист, вратарь. Наиболее известен по выступлениям за клуб «Сатурн» Раменское. В 2003 году сыграл один матч за сборную России.

## Карьера

### Клубная
Воспитанник московского клуба «Смена» (СДЮСШОР № 63). Первый тренер — Вячеслав Фёдорович Марушко. В 1991 году был приглашён в московский «Спартак», в котором провёл 6 лет, но за основную команду ему удалось сыграть только в двух матчах — по одному в 1992 и в 1994, всё остальное время вратарь выступал за дублирующий состав «Спартака» из-за высокой конкуренции в команде (в одно время в команде в качестве вратарей числились Стауче, Черчесов, Жидков, Плотников, Прудников и др.). Потом пришли Филимонов с Нигматуллиным.
В 1996 году перешёл в команду первой лиги России «Нефтехимик» (Нижнекамск), где провёл два сезона. В 1998 году перешёл в другой клуб первой лиги — «Сатурн» Раменское после приглашения главного тренера подмосковной команды Сергея Павлова. В первый год выступлений за «Сатурн» Чижов был признан лучшим вратарём первой лиги и помог своей команде выйти в высший дивизион с первого места. По итогам 2002 года попал в список 33 лучших футболистов, благодаря чему получил приглашение в сборную страны. В составе «Сатурна» Чижов выступал до 2006 года с перерывом на 2004, когда вратарь один сезон провёл в казанском «Рубине» из-за того, что тренером в «Сатурне» стал Олег Романцев, с которым у Чижова не сложились отношения ещё в бытность игроком «Спартака».
В начале 2007 года «Сатурн» решил расстаться с Чижовым в связи с отсутствием у того игровой практики, но быстро найти новый клуб вратарю найти не удалось, и первую половину сезона-2007 он тренировался с раменской командой. В июле 2007 года Чижов перешёл в клуб первого дивизиона «Сибирь» (Новосибирск), в котором сразу же стал выступать в основном составе.
В 2008 году Чижов стал игроком клуба «Витязь» (Подольск), дебютанта первого дивизиона. Дебютировал в команде в матче 1-го тура ПД-2008 против клуба «Балтика» (1:1). После конфликта с тренером Сергеем Горлуковичем (тот обвинил вратаря в сдаче игры) Чижов перешёл в «Динамо» (Брянск), которое по итогам того первенства выбыло из первого дивизиона.
В начале 2009 года подписал контракт с командой «Авангард» (Курск), где выступал до конца 2010 года. В сезоне-2011/12 — вратарь и играющий тренер команды «Сатурна-2», под брендом «Сатурна» выступавшей во втором дивизионе, сыграл в 2011 году в пяти матчах. В июне 2012 назначен главным тренером этой команды. Команда выступала в третьем дивизионе (зона «Московская область»). Летом 2014 года перешёл в воссозданную главную команду клуба (заявившуюся во второй дивизион) на должность тренера по работе с вратарями.
С 11 января 2016 года — в академии «Локомотива» (Москва), тренировал вратарей 2001-го и 2002 годов рождения. С февраля 2016 являлся тренером вратарей клуба «Арсенал» Тула.
С января 2018 года — тренер вратарей в клубе «Олимпиец».

### Близорукость
В детском возрасте после травмы в яслях стал плохо видеть одним глазом, которым мог распознать только верхнюю строчку. В 1999 году сделал операцию по коррекции зрения.

Как медкомиссию проходил? Наизусть буквы учил и ещё шпаргалочку брал. Днём проблем не возникало, а в темноте или при плохом освещении приходилось щуриться. Поэтому мяч видел в самый последний момент. Защитникам кричал: «Встречайте, я не вижу!» Титов меня по этому поводу до сих пор «травит».
Вышли в премьер-лигу, игра с ЦСКА. Женя Варламов ударил метров с 40, я отбил перед собой — 1:2. После матча подошёл Павлов: «Валера, хватит — езжай на операцию». И через неделю после коррекции я уже нормально видел. Подумал: «Надо было раньше!». А я просто не знал, что врачи могут такие операции делать. Считаю, поэтому и не раскрыл весь потенциал.
— Валерий Чижов: После удара Бесчастных я был на грани жизни и смерти, 13 февраля 2016
Примечание. На самом деле тот матч «Сатурн» проиграл не со счётом 1:2, а со счётом 0:1.

### В сборной
12 февраля 2003 года Чижов сыграл свою единственный матч в составе сборной России против Кипра, отыграв весь первый тайм и уступив после перерыва место Вениамину Мандрыкину. Россияне тогда победили со счётом 1:0, а Чижов почти не вступал в игру: по словам газеты «Известия», его больше беспокоили проливной дождь и сильный ветер.
Играл за юношескую сборную России/СССР[уточнить].

## Достижения
- Чемпион России (2): 1992, 1994
- Первое место в первом дивизионе России: 1998
- Лучший вратарь первого дивизиона-1998 по версии газеты «Спорт-Экспресс»
- В списке 33-х лучших футболистов России: № 3 — 2002